# Canvey Island FC
Canvey Island FC är en engelsk fotbollsklubb på Canvey Island, grundad 1926. Hemmamatcherna spelas på Park Lane. Klubbens smeknamn är The Gulls eller Yellow Army. Klubben spelar i Isthmian League Division One North.
Säsongen 2005/06 placerade man sig på 14:e plats i Conference National, men på grund av ekonomiska problem flyttades man ned till Isthmian League Division One North säsongen 2006/07. Säsongen 2007/08 kom man femma och vann sedan slutspelet, därmed spelade man i Premier Division säsongen 2008/09.

## Meriter
- FA Trophy: 2000/01
- Isthmian League Premier Division: 2003/04; tvåa 2000/01, 2001/02, 2002/03
- Isthmian League First Division: 1998/99
- Isthmian League Second Division: 1995/96, 1997/98
- Isthmian League Third Division: Tvåa 1994/95
- Essex Senior League: 1986/87, 1992/93; tvåa 1978/79